# Резолюция 75 на Съвета за сигурност на ООН
Резолюция 75 на Съвета за сигурност на ООН е приета с мнозинство на 27 септември 1949 г. След като взема предвид Резолюция 231 (III) на Общото събрание на ООН, позволяваща му да взема решения по този въпрос, Съветът за сигурност решава да обезщети със задна дата заместниците на представителите на държавите членки, които участват в Комисията на ООН за Индонезия и Комисията на ООН за Индия и Пакистан, за направените от тях пътни и дневни разходи.
Резолюция 75 е приета с мнозинство от 7 гласа „за“ срещу 1 „против“ (Украинската ССР) и 3 „въздържали се“ (Египет, Куба и СССР).